# فايبسيشن
فايبسيشن أو الاهتزاز الاقتصادي المزعوم (بالإنجليزية: Vibecession) هو مصطلح مستحدث يشير إلى الفصل بين حالة الاقتصاد في بلد ما والتصور السلبي لعامة الناس عنه. وقد صاغ المصطلح كايلا سكانلون في نشرة إخبارية في يونيو 2022 حول وجهة نظر الأمريكيين بشأن اقتصادهم. وهو لفظ منحوت نتيجة مزج كلمة "vibe" وهي اختصار للاهتزاز، الذي يشير إلى الحالة المزاجية وكلمة "recession" وتعني الركود والذي يشير إلى التدهور الاقتصادي المؤقت خلال فترة معينة.

## في الولايات المتحدة

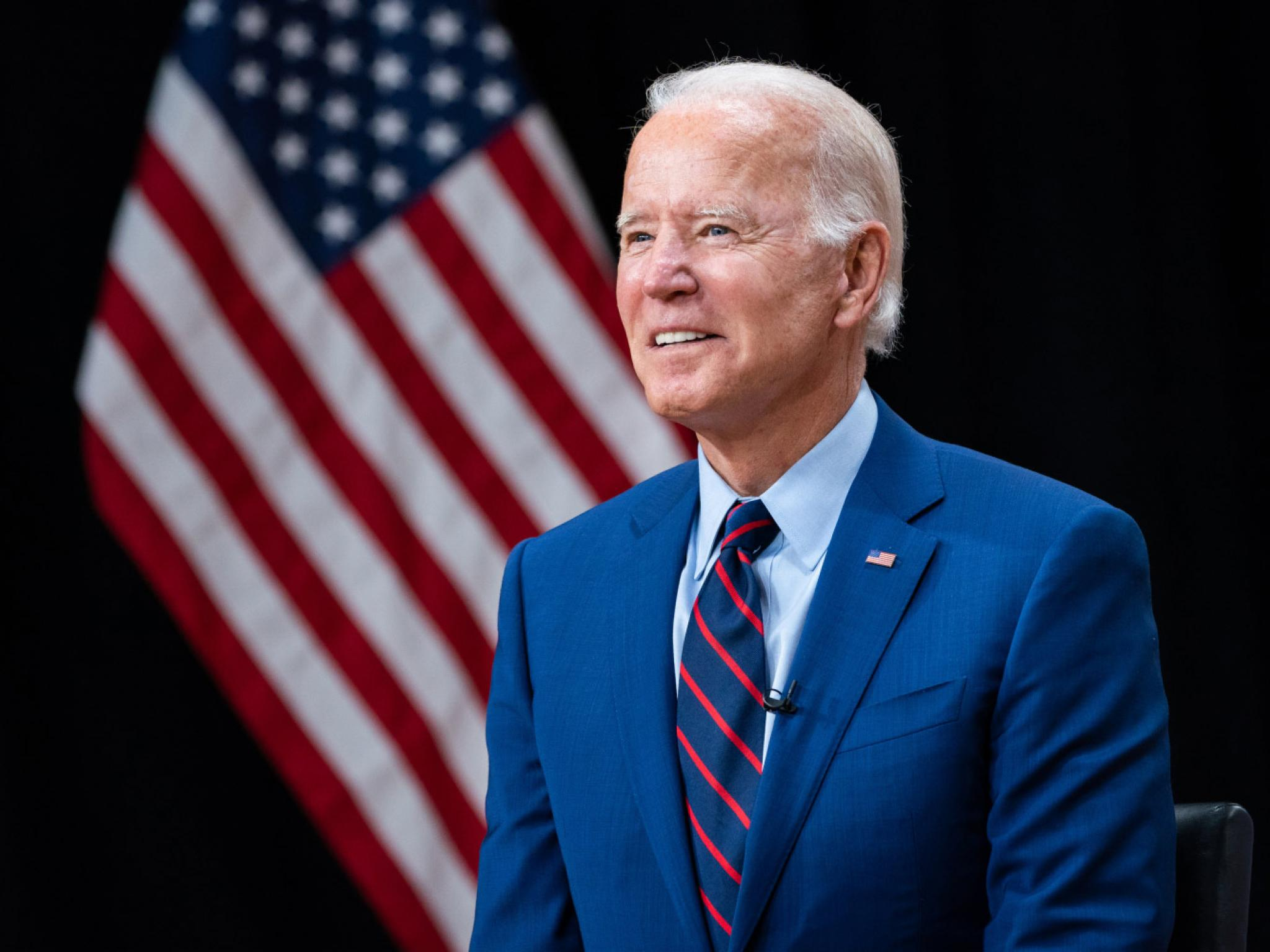
تمت صياغة المصطلح لوصف التصور العام للاقتصاد الأمريكي خلال فترة رئاسة جو بايدن.

يعتقد الكثيرون أن الولايات المتحدة دخلت في فترة من التذبذب في أوائل عام 2022، واستمرت طوال عام 2023 ويُعتقد أنها انتهت في حوالي يناير 2024. وفي استطلاعات الرأي، كان لدى معظم الأميركيين تصور سلبي عن الاقتصاد، حيث قال البعض إنه دخل في فترة من الركود، في حين أظهرت البيانات أن التضخم كان في انخفاض وأن الناتج المحلي الإجمالي كان في نمو. يتناقض هذا التشاؤم بشأن الاقتصاد الكلي بشكل كبير مع تصور الأميركيين لوضعهم المالي، والذي قالوا إنه كان إيجابيا في الغالب. ويُعتقد أن هذا الاهتزاز المزعوم كان أحد الأسباب الرئيسية لتراجع شعبية الرئيس جو بايدن في ذلك الوقت.
تم إرجاء السبب في الغالب على وسائل الإعلام الإخبارية، وتحديداً المحفزات الاقتصادية التي تدفع وسائل الإعلام الإخبارية التقليدية والبديلة إلى التركيز على الأخبار الدرامية والسلبية، مثل بعض خبراء الاقتصاد الذين توقعوا ركودًا في عام 2023 والذي لم يحدث أبداً. وهناك رأي أن عامة الناس لديهم تحيز سلبي، بمعنى آخر، يميل الناس إلى اختيار مشاهدة وقراءة الأخبار السلبية بدلاً من الأخبار الإيجابية.